# Rencard d'enfer
 (août 2017).
Si vous disposez d'ouvrages ou d'articles de référence ou si vous connaissez des sites web de qualité traitant du thème abordé ici, merci de compléter l'article en donnant les références utiles à sa vérifiabilité et en les liant à la section « Notes et références ».
Rencard d'enfer est une émission de télévision américaine en caméra cachée diffusée entre le 28 septembre 2009 au 18 juillet 2011 sur MTV.

## Synopsis
Pour une vengeance, chaque candidat doit présenter sa victime (qui peut être un ami(e)) des trois choses qu'il ou qu'elle déteste. Puis un(e) comédien(ne) va devoir jouer son rôle devant la victime pendant 1 heures. Si la victime a tenu une heure il ou elle gagne 60 dollars.

## Vue d'ensemble de l'émission
| Saison | Saison | Episodes | États-Unis        | États-Unis      |
| Saison | Saison | Episodes | Début de saison   | Fin de saison   |
| ------ | ------ | -------- | ----------------- | --------------- |
|        | 1      | 20       | 28 septembre 2009 | 21 janvier 2010 |
|        | 2      | 20       | 29 mars 2010      | 28 avril 2010   |
|        | 3      | 20       | 26 juin 2010      | 1er août 2010   |
|        | 4      | 20       | 16 mai 2011       | 18 juillet 2011 |